# Micromastia
La micromastia (o ipomastia) è uno sviluppo anomalo delle mammelle di una donna durante la pubertà, caratterizzato dal sottodimesionamento del tessuto mammario.
Proprio come è impossibile definire la dimensione "normale" del seno, non esiste una definizione oggettiva di micromastia. Lo sviluppo del seno è generalmente asimmetrico e uno o entrambi i seni possono essere piccoli. Questa condizione può essere un difetto congenito associato alle anomalie sottostanti del muscolo pettorale, legati a un trauma o può essere una descrizione estetica più soggettiva.

## Trattamento
La procedura per trattare e curare la micromastia è l'aumento volumetrico del seno, attraverso la maggior parte delle volte con la mastoplastica additiva che usa delle protesi mammarie. Altre tecniche disponibili prevedono l'impiego di tecniche di chirurgia ricostruttiva a base di lembi muscolari (muscolo grande dorsale e muscolo retto dell'addome), ricostruzione microchirurgica o innesto di grasso.
Un altro potenziale trattamento è l'aumento del seno ormonale attraverso gli estrogeni.